# Nikolai Iwanowitsch Pirogow

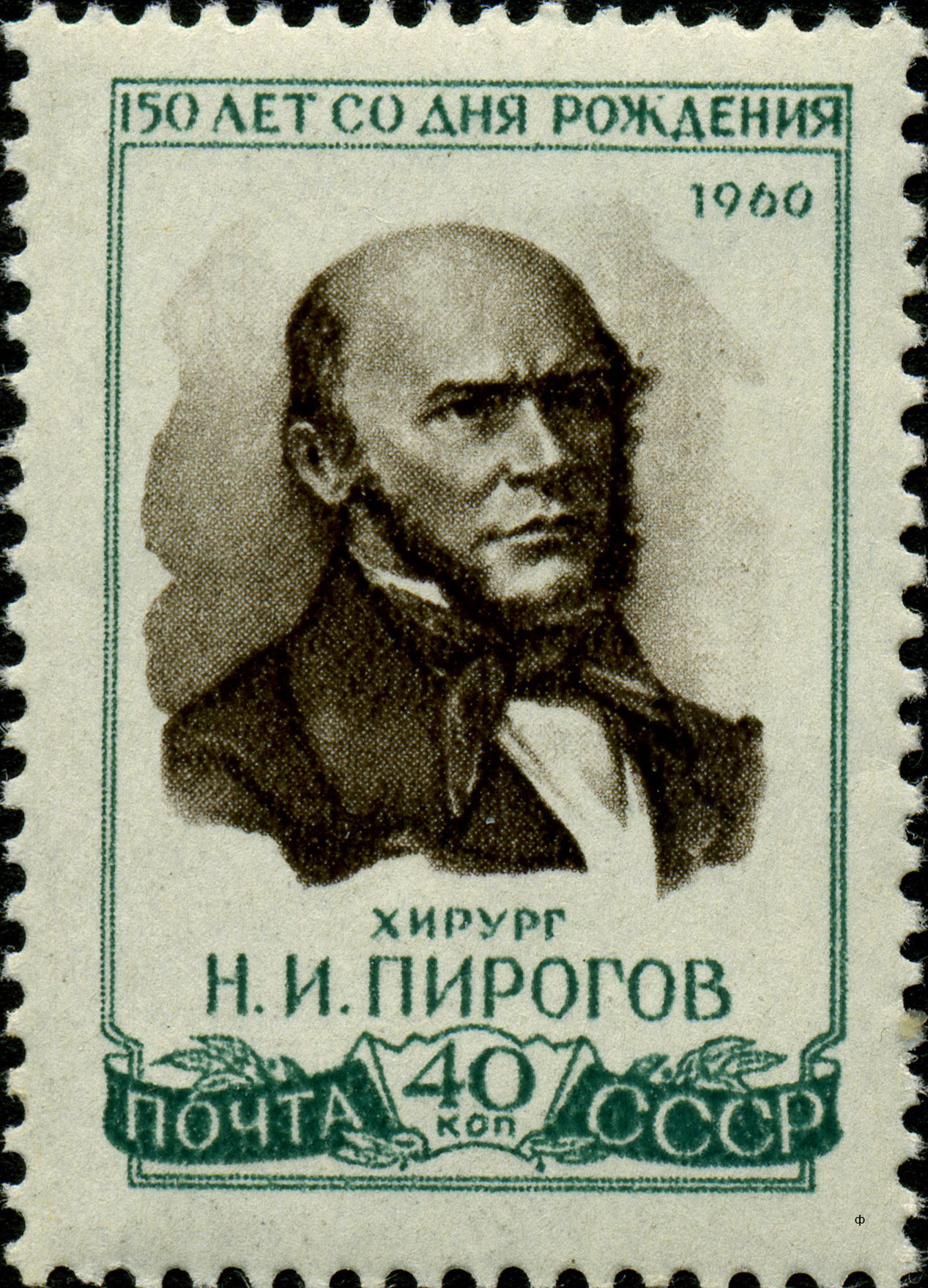
Sowjetische Briefmarke von 1960; erschienen anlässlich des 150. Jubiläums des Geburtstags von Pirogow

Nikolai Iwanowitsch Pirogow (russisch Никола́й Ива́нович Пирого́в; * 13. Novemberjul. / 25. November 1810greg. in Moskau; † 23. Novemberjul. / 5. Dezember 1881greg. in Wischnja, heute zu Winnyzja, Ukraine) war ein russischer Chirurg, Anatom und Militärarzt sowie Hochschullehrer in St. Petersburg. Er wird als Mitbegründer der Feldchirurgie angesehen und gehörte zu den ersten Ärzten in Europa, die Äther zur Narkose anwendeten. 1859 veröffentlichte er einen Anatomie-Atlas, dessen Darstellungen auf gefrorenen Schnitten eines menschlichen Körpers beruhten. Seine Arbeiten trugen wesentlich dazu bei, der Chirurgie eine wissenschaftliche Basis in Form gesicherter anatomischer Erkenntnisse und einer entsprechenden Ausbildung zu geben. Später engagierte er sich für eine Verbesserung der Bildungsmöglichkeiten für Frauen, Kinder, in Russland lebende Ausländer und arme Menschen. In Russland gilt er als einer der bekanntesten Ärzte in der Geschichte des Landes.

## Leben

### Kindheit und Ausbildung
Nikolai Pirogow wurde 1810 in Moskau als Sohn eines Majors geboren und war das 13. Kind seiner Eltern. Er lernte bereits früh lesen und sprach schon als Kind verschiedene Fremdsprachen. Als sein Vater 1824 starb und damit die Familie ohne Einkommen zurückließ, sollte Pirogow zunächst eine Ausbildung zum Zivilbeamten beginnen. Dem Arzt der Familie, der Professor für Anatomie und Physiologie an der Universität Moskau war, gelang es jedoch ein Jahr später, für Pirogow trotz seines geringen Alters eine Zulassung zum Medizinstudium zu erreichen.
Er entschied sich für eine Spezialisierung in Chirurgie, obwohl er während seiner Zeit an der Universität nur bei zwei Operationen anwesend war und keine einzige selbst durchgeführt hatte. 1828 beendete er sein Studium erfolgreich im Alter von 17 Jahren. Er widmete sich weiteren Studien an einem Institut, an dem junge Absolventen zu Professoren ausgebildet werden sollten. Im Rahmen seiner Weiterbildung gelangte er an die Kaiserliche Universität Dorpat und spezialisierte sich weiter in den Bereichen Chirurgie und Anatomie. 1832 promovierte er hier, bildete sich anschließend an den Universitäten in Berlin und Göttingen weiter und wurde im Alter von 26 Jahren zum Professor für Chirurgie und pathologische Anatomie an der Kaiserlichen Universität Dorpat ernannt. Diese Position hatte er bis 1840 inne.
1842 heiratete er, seine Frau starb allerdings im Alter von 24 Jahren an Komplikationen nach der Geburt des zweiten gemeinsamen Sohnes. In zweiter Ehe war er mit der Baronin Alexandra Bistrom verheiratet.

### Wirken als Arzt und Feldchirurg
Im Jahr 1841 wurde Pirogow Professor für Chirurgie am rund 1000 Betten umfassenden Krankenhaus der Akademie für Militärmedizin in Sankt Petersburg. In der Folgezeit gründete er hier ein anatomisches Institut und bildete Studenten aus, darunter Friedrich Mering. Darüber hinaus widmete er sich Forschungstätigkeiten in Anatomie und Pathologie und verbrachte insgesamt drei Jahre im Militärdienst als Armeearzt. 1847 führte er eine Narkose mit Schwefeläther durch, ein Jahr später widmete er sich Untersuchungen zur Cholera. Von 1852 bis 1859 erarbeitete er einen Anatomie-Atlas, der 1859 unter dem Titel Topographische Anatomie des menschlichen Körpers, mit Durchschnitten gefrorener Kadaver illustriert veröffentlicht wurde und rund 220 Abbildungen enthielt.
1852 gelang ihm als einem von wenigen Ärzten weltweit die erfolgreiche Behandlung eines Aneurysmas des Truncus brachiocephalicus. Dabei handelt es sich um eine krankhafte starke Erweiterung eines am Aortenbogen beginnenden Blutgefäßstamms, die unbehandelt in nahezu allen Fällen durch einen spontanen Riss zum Tod führt. Während eine operative Behandlung eines solchen Aneurysmas heutzutage eine chirurgische Standardtechnik ohne größere Risiken ist, stellte sie zur damaligen Zeit eine der anspruchsvollsten Operationen dar.
Im Dezember 1854 begann er auf eigenen Wunsch, im Rahmen des Krimkrieges erneut als Militärarzt zu arbeiten. Aufgrund seiner Tätigkeit während dieses Krieges gilt er als Begründer der Feldchirurgie. Er führte unter anderem Gipsverbände zur Stabilisierung von Knochenbrüchen in die Chirurgie ein und entwickelte eine nach ihm benannte als Pirogoff-Operation bezeichnete Technik zur Amputation eines Fußes. Auch die moderne Narkose mit einem Inhalationsanästhetikum wurde von ihm erstmals als Standardbehandlung bei Operationen im Feld eingesetzt. Die heute als Triage bezeichnete abgestufte Behandlung einer großen Zahl an Verwundeten mit einer Einteilung in fünf Schweregrade geht ebenfalls auf ihn zurück. Er maß darüber hinaus der Ausbildung von Pflegekräften große Bedeutung bei und setzte sich, ähnlich dem Wirken von Florence Nightingale, für die Bildung von organisierten Freiwilligenkorps aus Krankenschwestern ein.
Im Krimkrieg erkannte er, dass jeder Krieg als eine „traumatische Epidemie“ betrachtet werden kann; wie bei großen Epidemien fehle es auch im Kriege an Hilfe leistenden Händen und noch mehr an denkenden Köpfen.

### Rückzug und Ruhestand
1856 kehrte Pirogow nach Sankt Petersburg zurück. Unzufrieden mit den Zuständen an der Akademie zog er sich dauerhaft aus der Ausbildung und der Arbeit im Krankenhaus zurück. Im gleichen Jahr veröffentlichte er eine Schrift, in der er Einschränkungen für Arme sowie für die in Russland lebenden Ausländer bei der medizinischen Ausbildung verurteilte und darüber hinaus die Zulassung von Frauen zum Studium unterstützte. Auch eine frühe Spezialisierung lehnte er ab und forderte stattdessen eine umfassende Primärbildung für alle Bevölkerungsschichten sowie eine Ausweitung des sekundären Bildungsbereiches. Kurze Zeit später wurde er Kurator für schulische Angelegenheiten für den Süden Russlands, 1858 übernahm er aufgrund von Differenzen mit dem Generalgouverneur von Odessa das gleiche Amt in Kiew. Drei Jahre später setzte er sich auf seinem Anwesen im Süden der Ukraine zur Ruhe und war dort ehrenamtlich als Friedensrichter tätig. Darüber hinaus behandelte er die in der Umgebung lebenden Bauern.

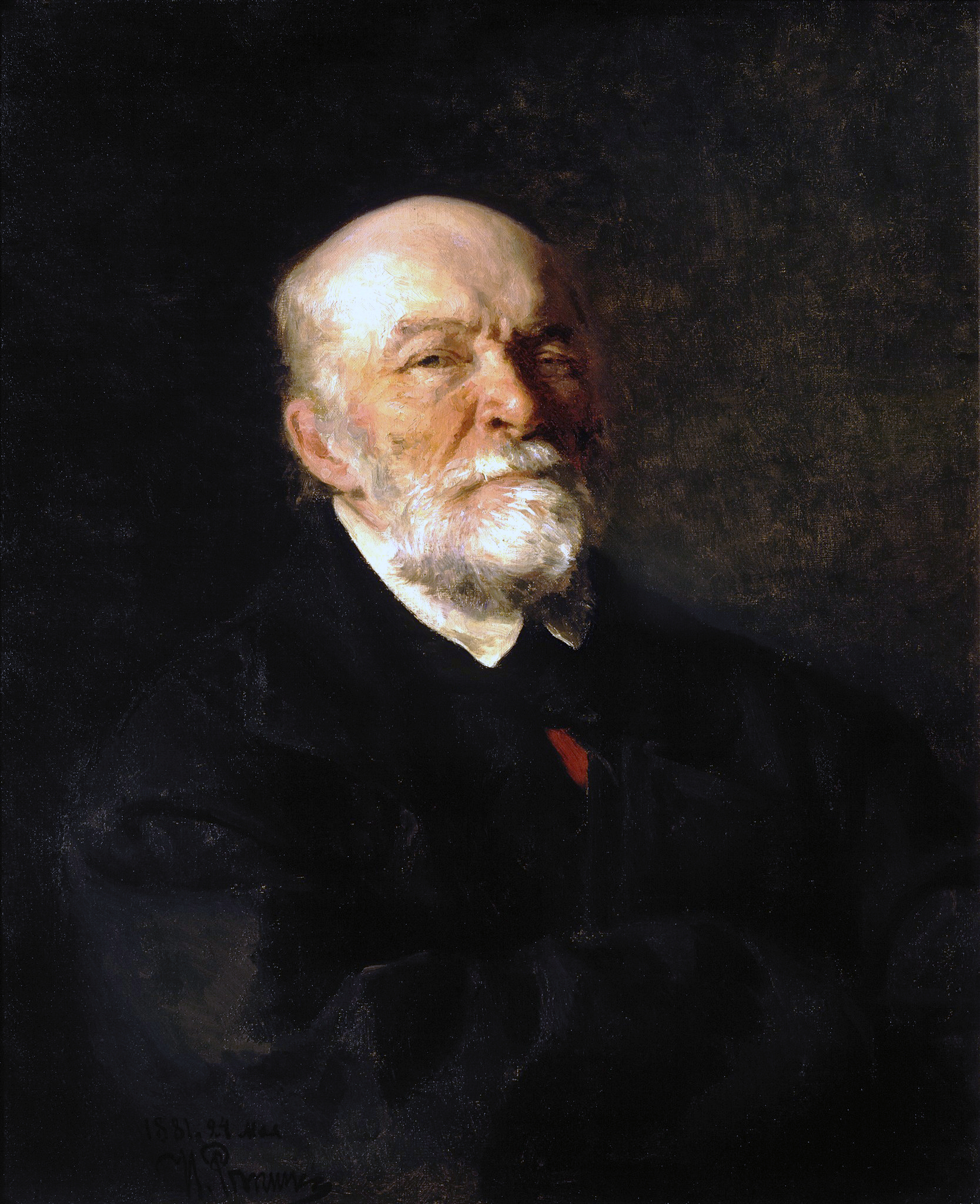
Nikolai Iwanowitsch Pirogow auf einem Gemälde von Ilja Jefimowitsch Repin, 1881. Das Gemälde entstand kurz vor Pirogows Tod

Im Jahr 1862 wurde er zum Leiter einer Delegation ernannt, die im Ausland die Ausbildung russischer Studenten begutachten sollte. Nachdem Giuseppe Garibaldi, eine der populärsten Persönlichkeiten der als Risorgimento bezeichneten Bewegung für einen unabhängigen italienischen Nationalstaat, im August 1862 in einer Schlacht schwer verwundet wurde, gelang es Pirogow, ihn während eines Aufenthalts in Italien erfolgreich zu behandeln. Im Jahr 1865 wirkte er an der Gründung der Neurussischen Universität in Odessa mit. Anschließend zog er sich erneut auf sein Anwesen zurück, das er nur noch zweimal für längere Zeit verließ. Im Jahr 1870 besuchte er als Repräsentant der russischen Gesellschaft zur Pflege verwundeter und kranker Krieger die Schlachtfelder des Deutsch-Französischen Krieges und inspizierte die Feldhospitäler der beiden Konfliktparteien. Sieben Jahre später war er im Russisch-Türkischen Krieg erneut als Feldchirurg tätig. In seinen 1856 auf Russisch und 1894 auf Deutsch erschienenen Memoiren „Lebensfragen. Tagebuch eines alten Arztes“ legte er unter anderem seine Ansichten zum russischen Bildungssystem dar und distanzierte sich aus moralischen Gründen deutlich von den zahlreichen Tierversuchen, die er als junger Chirurg durchgeführt hatte.
Am 24. Mai 1881 trat Pirogow zum letzten Mal in der Öffentlichkeit auf, als er in Moskau anlässlich des 50-jährigen Jubiläums des Beginns seiner wissenschaftlichen Laufbahn geehrt wurde. Im Dezember des gleichen Jahres starb er an Rachenkrebs. Auf Wunsch seiner Witwe wurde in Winnyzja eine Familienkapelle mit Mausoleum errichtet und Pirogows Leichnam einbalsamiert. Eine ähnliche Konservierungsmethode wurde vierzig Jahre später auch bei Lenin angewandt, allerdings war Pirogows Verfahren dauerhafter. Noch heute ist der gut erhaltene Leichnam von Pirogow in Winnyzja für die Öffentlichkeit zugänglich.

## Auszeichnungen und Würdigung
Pirogow war ab 1846 korrespondierendes Mitglied der Russischen Akademie der Wissenschaften und erhielt in den Jahren 1840, 1844, 1851 und 1860 den von der Akademie verliehenen Demidow-Preis. Ab 1856 war er Mitglied der Leopoldina und 1881 wurde er zum Ehrenbürger der Stadt Moskau ernannt. Vier Jahre nach seinem Tod kam es zur Gründung der Pirogow-Gesellschaft russischer Ärzte, deren vorrangiges Ziel eine Verbesserung der medizinischen Ausbildung und Versorgung in Russland war.
Die Bedeutung des Wirkens von Pirogow im Bereich der Medizin und für das russische Bildungswesen wird über die heutigen Landesgrenzen Russlands hinaus bis in die Gegenwart in vielfältiger Weise gewürdigt. Auf seinem ehemaligen Wohnsitz in Winnyzja befindet sich seit 1947 ein Museum und in dessen Nähe die als Mausoleum genutzte Familienkapelle, in welcher der gut erhaltene Leichnam Pirogows für die Öffentlichkeit zugänglich ist. Das größte notfallmedizinische Zentrum der bulgarischen Hauptstadt Sofia sowie das Dorf in der Ukraine, in dem sich Pirogow zur Ruhe gesetzt hatte, tragen heute seinen Namen, ebenso wie die Staatliche Medizinische Universität Winnyzja sowie der im August 1976 vom russischen Astronomen Nikolai Tschernych entdeckte Asteroid (2506) Pirogov.
Seit 2009 ist er Namensgeber für den Pirogow-Gletscher auf der Brabant-Insel in der Antarktis.
Auch Medizinische Hochschulen in Moskau (die heutige Russische Staatliche Medizinische Universität) und Odessa (die heutige Staatliche Medizinische Universität Odessa) waren bis zu den Umgestaltungen des universitären Bildungssystems in Russland beziehungsweise der Ukraine in den 1990er Jahren nach ihm benannt. 1949 und zum 150. Jubiläum seines Geburtstages im Jahr 1960 erschienen in der Sowjetunion Briefmarken mit einem Abbild von Nikolai Pirogow. Die höchste Auszeichnung der Sowjetunion für humanitäre Aktivitäten war die Pirogow-Goldmedaille. Sie wird gegenwärtig von der Russischen Akademie der Wissenschaften für herausragende Leistungen in der Medizin verliehen.
Kennzeichnend für sein Wirken und beispielgebend war eine enge Verbindung von anatomischer Forschung und chirurgischer Praxis, da er detaillierte Kenntnisse der Anatomie als wissenschaftliche Basis und damit als Grundvoraussetzung für Erfolge in der Chirurgie betrachtete. In der Medizin wurden deshalb neben der von ihm entwickelten Technik zur Fußamputation, die teilweise noch heute Anwendung findet, auch einige anatomische Strukturen nach ihm benannt. Hierzu zählt der Venenwinkel (Angulus venosus), der Zusammenfluss der Vena jugularis externa, der Vena jugularis interna und der Vena subclavia, der in der englischsprachigen Literatur die Bezeichnung Pirogoff angle trägt. Die Aponeurose des Bizepsmuskels, eine Struktur aus Bindegewebe an dessen Ansatz, heißt im englischen Sprachraum Pirogoff aponeurosis. Der dreieckige Bereich zwischen dem Kieferzungenbeinmuskel, der Zwischensehne des zweibäuchigen Muskels und dem Nervus hypoglossus (XII. Hirnnerv) wird als Pirogoff-Dreieck (englisch Pirogoff triangle) bezeichnet.
Pirogows Wirken war Gegenstand des Films Пирогов (Pirogow, 1947) von Grigori Kosinzew.

## Namensschreibweise
Die russische Schreibweise seines Namens lautet „Николай Иванович Пирогов“. Für seinen Familiennamen ist neben den Formen „Pirogow“ und „Pirogov“, die auf den gegenwärtig üblichen Konventionen zur Transkription russischer Namen in die deutsche beziehungsweise die englische Sprache basieren, vor allem in älteren Veröffentlichungen und im medizinischen Sprachgebrauch auch die Umschrift „Pirogoff“ zu finden. Sein Vorname wird in einigen älteren deutschsprachigen Werken wie beispielsweise der vierten Auflage von Meyers Konversations-Lexikon als „Nikolaus“ angegeben.

## Schriften (Auswahl)
- Klinische Chirurgie. Leipzig 1851–1854.
- Topographische Anatomie des menschlichen Körpers, mit Durchschnitten gefrorener Kadaver illustriert. Sankt Petersburg 1859.
- Chirurgische Anatomie der Arterienstämme und Fascien. Neu bearbeitet von Julius Szymanowski. Mit 50 Abbildungen nach der Natur gezeichnet von F. Schlater, lithographirt von C. Schmiedel. C. F. Winter, Leipzig / Heidelberg 1860 (reader.digitale-sammlungen.de).
- Grundzüge der allgemeinen Kriegschirurgie. Leipzig 1864.
- Bericht über die Militärsanitätsanstalten in Deutschland, Lothringen und Elsaß. Leipzig 1871.
- Das Kriegssanitätswesen und die Privathilfe auf dem Kriegsschauplatz in Bulgarien 1877–78. Leipzig 1882.
- Lebensfragen. Tagebuch eines alten Arztes. (Bibliothek russischer Denkwürdigkeiten, Bd. 3) Cotta, Stuttgart 1894 Digitalisat (deutsche Ausgabe; im russischen Original Sankt Petersburg 1856).